# Atractus sanctaemartae
Espèce
Synonymes
- Atractus nebularis Bernal-Carol & Roze, 1997

Atractus sanctaemartae  est une espèce de serpents de la famille des Dipsadidae.

## Répartition
Cette espèce est endémique de la Sierra Nevada de Santa Marta en Colombie. Elle se rencontre dans les départements de Magdalena et de Cesar entre 1 200 et 2 500 m d'altitude.

## Description
Au moment de la rédaction de la publication originale, les plus grands spécimens connus de Atractus sanctaemartae mesuraient pour les mâles 410 mm dont 55 mm pour la queue et pour les femelles, 600 mm dont 59 mm pour la queue. En 2008, Passos, Lynch et Fernandes ont étudié les spécimens connus de cette espèce et ont observé une taille maximum pour les femelles de 710 mm dont 60 mm la queue et pour les mâles de 426 mm dont 50 mm la queue.

## Étymologie
Son nom d'espèce lui a été donné en référence au lieu de sa découverte.

## Publication originale
- Dunn, 1946 : Atractus sanctaemartae, A new species of snake from the Sierra Nevada de Santa Marta, Colombia. Occasional Papers of the Museum of Zoology, University of Michigan, no 493, p. 1-6 (texte intégral).